# Volken
Volken ist eine politische Gemeinde im Bezirk Andelfingen, dem Weinland des Kantons Zürich in der Schweiz. Ihr Mundartname ist Volke.

## Wappen
Blasonierung:
In Rot eine gestürzte silberne Pflugschar, beseitet von zwei zugewendeten silbernen Rebmessern mit goldenen Griffen
Im 17. Jahrhundert zeigte das Wappen eine Tanne, zwei Eichhörnchen und zwei Pflugscharen; um 1700 zeigte das Wappen dann eine Lilie und zwei Pflugscharen. Seit dem 18. Jahrhundert zeigen die Abbildungen eine Pflugschar und zwei Rebmesser, wobei die Farben häufig wechseln – das Motiv stellt den für Volken einst wichtigen Ackerbau und Weinbau dar. Das teilweise veränderte Motiv wurde wieder auf den Stand «Pflugschar und zwei Rebmesser» bereinigt und Anfang 1935 vom Gemeinderat von Volken als offizielles Wappen eingeführt.

## Geographie
Die Gemeinde Volken liegt im Zürcher Weinland zwischen Henggart und Flaach. Die Siedlung liegt in einer sehr flachen Geländemulde im Flaachtal. Am Südhang des Worbig steigt das Terrain etwas steiler an.
64,3 % der Gemeindefläche sind landwirtschaftlich genutzt, 29 % sind Wald, 4,0 % sind Siedlungs- und 2,7 % Verkehrsfläche. Gewässer- und unproduktive Fläche gibt es keine (Stand 2018).

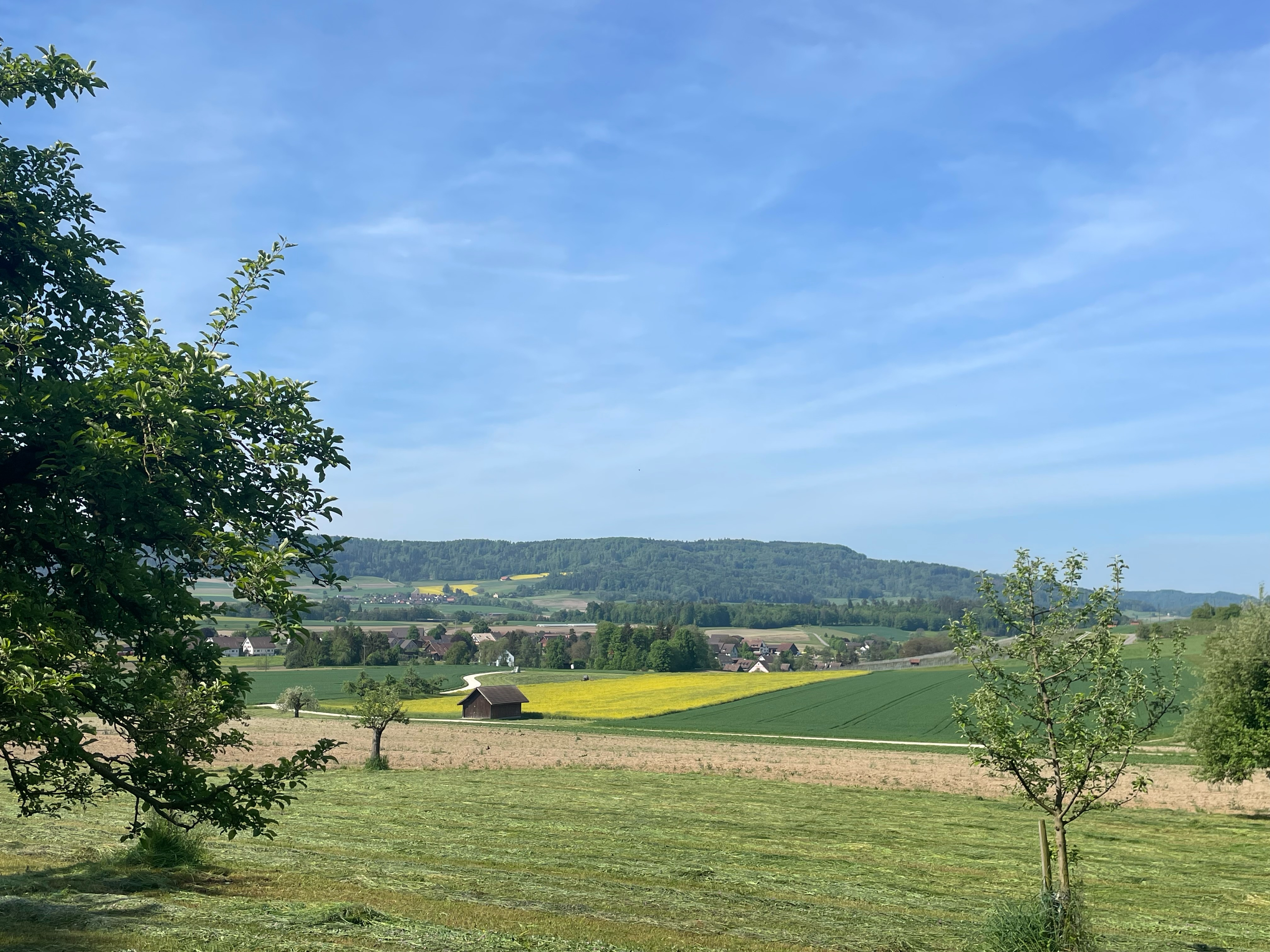
Lage in der Geländemulde
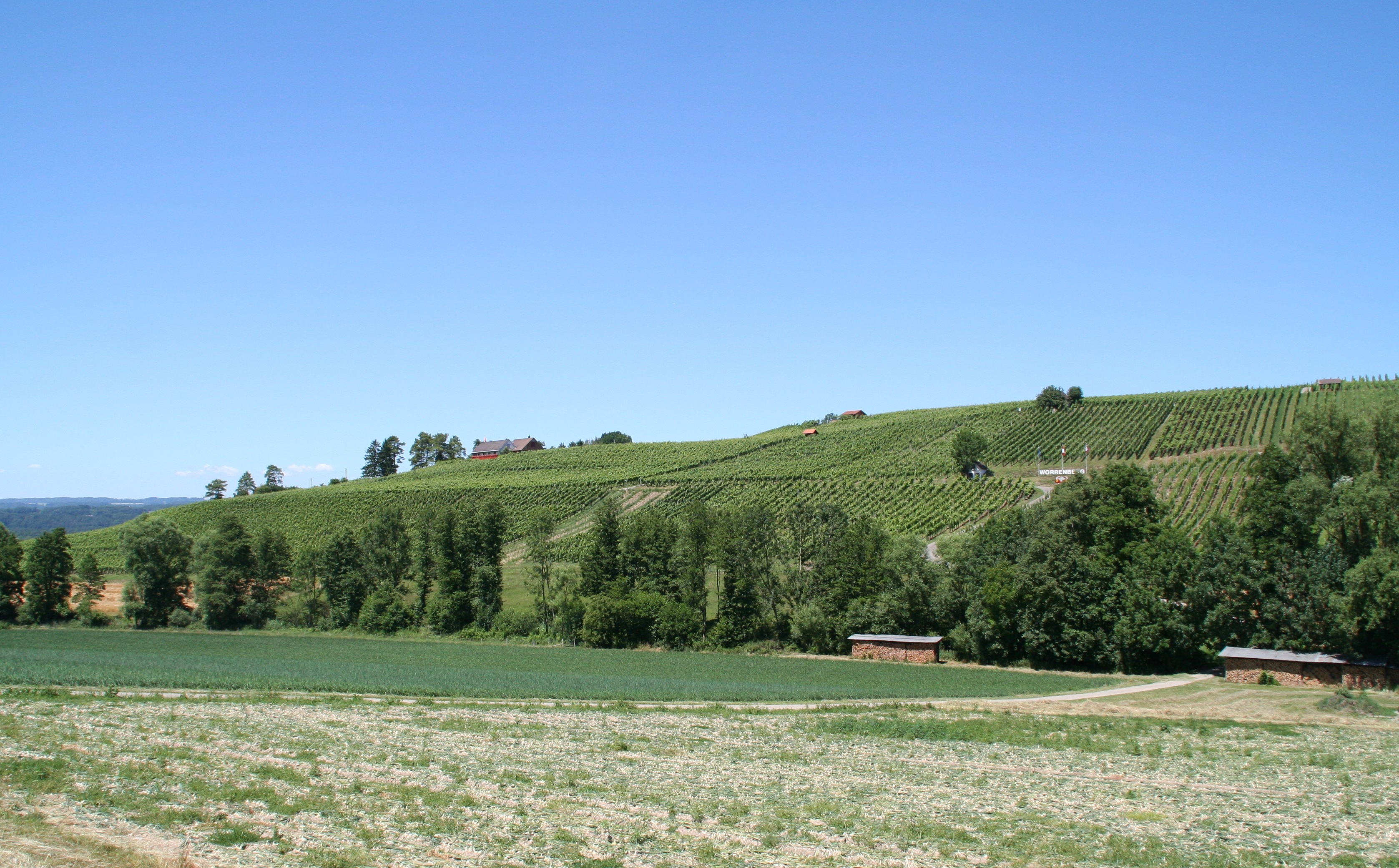
Rebberg bei Volken
Luftbild (1948)

## Bevölkerung
Volken ist die Gemeinde mit der kleinsten Bevölkerungszahl im Kanton Zürich.
| Jahr      | 1634 | 1727 | 1850 | 1900 | 1950 | 2000 | 2005 | 2010 | 2015 | 2020 | 2022 |
| --------- | ---- | ---- | ---- | ---- | ---- | ---- | ---- | ---- | ---- | ---- | ---- |
| Einwohner | 194  | 323  | 385  | 248  | 239  | 265  | 294  | 310  | 339  | 383  | 381  |

## Politik
Gemeindepräsident ist Walter Schürch (parteilos, Stand 2023).
Bei der Nationalratswahl 2019 erreichten die Parteien folgende Wähleranteile: SVP 49,96 %, FDP 11,88 %, glp 11,16 %, Grüne 8,52 %, EVP 7,54 %, SP 5,78 %, EDU 2,59 %, CVP 0,81 %, Piraten 0,74 %, AL 0,57 %, BDP 0,28 % und andere (6) 0,17 %.
Die Wähleranteile bei der Nationalratswahl 2023: SVP 48,99 % (−0,97 %), Die Mitte 10,4 % (+9,31 %), glp 8,58 % (−2,58 %), SP 7,88 % (+2,10 %), EVP 6,91 % (−0,63 %), FDP 6,38 % (−5,50 %), Grüne 4,96 % (−3,56 %), EDU 2,33 % (−0,26 %), Aufrecht Zürich 2,23 %, andere (11) 1,36 %.

## Wirtschaft
Die Landwirtschaft und der Rebbau am Worrenberg sind die wichtigsten Wirtschaftszweige. 

## Geschichte
Im Jahr 1044 ist Volken als Volchinchoven erstmals urkundlich erwähnt worden. 
Als Grundbesitzer sind seit dem  13. Jahrhundert zahlreiche Adlige und Klöster dokumentiert, so beispielsweise die Herren von Eschlikon, die Klöster Rheinau, St. Katharinental, Rüti, Töss und Allerheiligen in Schaffhausen sowie das Chorherrenstift Embrach und das Chorherrenstift Heiligenberg bei Winterthur.
Seit 1610 sind die Volkemer nach Flaach kirchgenössig.

## Persönlichkeiten
- Conrad Cramer-Frey (1834–1900), Unternehmer und Politiker